# Álex Suárez
Alejandro „Álex“ Suárez Castro (* 27. September 1993 in Maó, Balearische Inseln) ist ein spanischer Basketballspieler. Er spielt auf der Position des Power Forwards.

## Laufbahn
Álex Suárez begann seine Junioren-Laufbahn bei Centre de Tecnificació Esportiva Illes Balears (CTEIB) in Palma. Im Sommer 2009 wechselte der damals 16-Jährige in die Jugend von Joventut de Badalona, wo er zwei Saisons in der U-18 Mannschaft verbrachte. Am 30. Januar 2011 feierte er in einer Ligabegegnung gegen Menorca Bàsquet bereits sein Debüt in A-Kader des Klubs, bestritt den Rest der Saison aber weiterhin für die A-Jugend.
Im Jahr 2011 wechselte Álex Suárez zu CB Prat, einem zu diesem Zeitpunkt mit Joventut assoziierten und in der LEB Oro spielenden Farmteam von Joventut. In der Saison 2012/13 kam er neben seinen Einsätzen für CB Prat auch auf 12 Spiele in der Liga ACB in den Reihen von Joventut Badalona.
Ab der Spielzeit 2013/14 ging Álex Suárez in den Kader der Profimannschaft von Joventut Badalona über, wo er insgesamt zwei Saisons verbringen sollte. Im Sommer 2015 verpflichtete Real Madrid den jungen Power Forward, verlieh ihn aber für ein Jahr an CB Bilbao Berri, wo er am 14. Oktober 2015 gegen JSF Nanterre sein Debüt im EuroCup feierte. Im Sommer 2016 kehrte er zum spanischen Rekordmeister zurück.

### Nationalmannschaft
Alex Suárez bestritt mit Spaniens U-16-Nationalteam die Europameisterschaft 2009, die Iberer gewannen durch ein 70:64 im Endspiel gegen Litauen die Goldmedaille. Im Jahr 2011 konnte er mit der U-18-Mannschaft den Erfolg wiederholen, diesmal setzte sich Spanien im Finale mit 71:65 gegen Serbien durch. Sowohl 2012 als auch 2013 stand er im Aufgebot der Iberer für die U-20-Europameisterschaften, beide Turniere beendete er mit seinem Team auf dem dritten Platz.

## Erfolge und Ehrungen
Nationalmannschaft
- U-20-Europameisterschaft 2013: Bronze
- U-20-Europameisterschaft 2012: Bronze
- U-18-Europameisterschaft 2011: Gold
- U-16-Europameisterschaft 2009: Gold